# Standoff 2
Standoff 2 est un jeu de tir à la première personne multijoueur en ligne sur mobile, de style free-to-play, développé et publié par Axlebolt en 2017 pour la plateforme Android, et en 2018 pour iOS,,,. 

## Gameplay
Standoff 2 est un jeu de tir à la première personne classique avec 5 modes de jeu et un arsenal d'armes modernes russes et étrangères. Chaque arme possède un ensemble différent de caractéristiques qui limitent les options tactiques du joueur : pénétration de l'armure, recul, cadence de tir, prix, récompense en cas de meurtre, munitions.
Cinq modes de jeu sont disponibles au début du jeu : entraînement, pose de bombes, combat en équipe, course aux armements et arcade. Lorsque le joueur atteint le cinquième niveau, un mode compétitif s'ouvre à lui.
Contrairement à la plupart des jeux de tir mobiles, Standoff 2 ne dispose pas d'une assistance au tir automatique et au pointage, mais, dans le même temps, il offre une configuration de contrôle flexible : la possibilité de déplacer, de modifier la visibilité et la taille de la plupart des éléments de l'interface. Seuls les objets décoratifs qui n'affectent pas le gameplay sont vendus pour de l'argent réel dans le jeu.

## Critique
Les critiques ont à plusieurs reprises comparé Standoff 2 à Counter-Strike: Global Offensive et l'ont qualifié de clone mobile,. Sushant Rohan Singh de PCQuest a qualifié le jeu de meilleure de toutes les adaptations de CS:GO pour les appareils mobiles, et a surtout loué le bon taux d'images, le gameplay agréable, les skins et la forte protection contre les tricheurs et les pirates. Cependant, Sushant n'a pas apprécié l'optimisation car, comme il l'a découvert lui-même, il existe des problèmes d'optimisation du jeu sur certains téléphones. 